# Tom Veelers
Tom Veelers (Ootmarsum, 14 de septiembre de 1984) es un ciclista neerlandés que fue profesional de 2003 a 2016.

## Trayectoria
Fue un destacado amateur, campo en el que consiguió numerosas victorias relevantes, entre ellas varias victorias en los campeonatos nacionales de los Países Bajos de diferentes categorías, así como la París-Roubaix para amateurs, el Tour de Berlín para amateurs o el Tour de Olympia.
El 1 de diciembre de 2016 anunció su retirada del ciclismo tras catorce temporadas como profesional y con 32 años de edad tras una lesión persistente en la rodilla que le llevó a dos operaciones.

## Palmarés
2004 (como amateur)
- Tour de Frise (ex-aequo con otros 21 corredores)
- Tour de Berlín

2005 (como amateur)
- 1 etapa del Tour de Loir-et-Cher

2006 (como amateur)
- Tour de Olympia, más 3 etapas
- París-Roubaix sub-23

2007 (como amateur)
- OZ Wielerweekend
- 1 etapa de la Boucles de la Mayenne

2008
- 1 etapa de la Vuelta al Lago Qinghai

2009
- 1 etapa de la Vuelta al Lago Qinghai

2011
- 1 etapa del Circuito Franco-Belga
- 1 etapa del Tour de Hainan

## Resultados en Grandes Vueltas
| Carrera | Carrera         | 2008 | 2009 | 2010 | 2011  | 2012 | 2013 | 2014  | 2015 | 2016 |
| ------- | --------------- | ---- | ---- | ---- | ----- | ---- | ---- | ----- | ---- | ---- |
|         | Giro de Italia  | —    | —    | —    | —     | —    | —    | 146.º | —    | —    |
|         | Tour de Francia | —    | —    | —    | —     | Ab.  | Ab.  | 155.º | —    | —    |
|         | Vuelta a España | —    | —    | —    | 167.º | —    | —    | —     | —    | —    |

—:no participa

Ab.: abandono

## Equipos
- Löwik Meubelen (2003-2004)
  - Cycling Team Löwik Meubelen-Tegeltoko (2003)
  - Team Löwik Meubelen-Tegeltoko (2004)
- Rabobank Continental (2005-2007)
- Skil/Project 1t4i/Argos/Giant (2008-2016)
  - Skil-Shimano (2008-2011)
  - Project 1t4i (2012)[2]
  - Team Argos-Shimano (2012[3] -2013)
  - Team Giant-Shimano (2014)
  - Team Giant-Alpecin (2015-2016)